# Familie Golescu
De Golescu familie (Roemeens: Goleşti) was een oude bojaren (adellijke) familie uit Walachije, thans Zuid-Roemenië. De familie wordt voor het eerst genoemd in de 15de eeuw.

## Bekende leden van de Golescu-familie
- Alexandru C. Golescu
- Ana Racoviță, vrouw van Carol Davila en moeder van Alexandru Davila
- Dinicu Golescu
- Maria Rosetti

## Premiers van Roemenië
- Alexandru G. Golescu
- Ștefan Golescu, ook premier van Walachije
- Nicolae Golescu, ook premier van Walachije

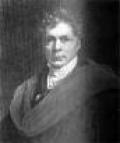
Alexandru G. Golescu
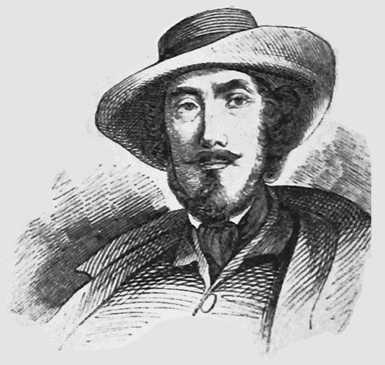
Ștefan Golescu
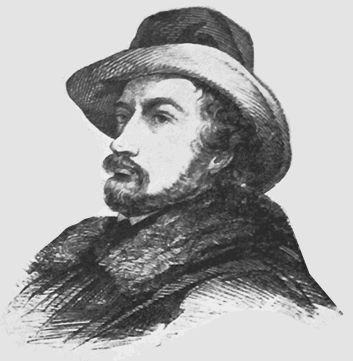
Nicolae Golescu